# Antocha ramulifera
Antocha ramulifera là một loài ruồi trong họ Limoniidae. Chúng phân bố ở miền Cổ bắc.